# Chaparro de la Vega
A Chaparro de la Vega egy többszáz éves magyaltölgy a dél-spanyolországi Coripe község területén.

## Története és leírása
A magyaltölgy ballota alfajához tartozó fa a Sevilla tartományban található Coripe településtől délkeletre, a község központjától légvonalban kevesebb mint 2 km-re található egy hegyekkel körülvett kis réten, a Guadalporcún folyótól alig több mint 100 méter távolságra. Ezt a kis rétet nevezik La Vegának, amelyről a fa is a nevét kapta; a chaparro pedig a magyaltölgy népies spanyol neve. A közelben vezet el egy felszámolt vasútvonal ma Vía Verde de la Sierrának nevezett nyomvonala; a vonal egykori coripei állomásától nagyjából egy kilométeres jelzett turistaúton lehet eljutni a fához.
A magányosan álló fa törzsének átmérője nagyjából 1,2 méter, kerülete a talajszint közelében 4,5, 1,3 magasságban körülbelül 4 méter. Mintegy 2 és fél méter magasságban törzse elágazik. Bár teljes magassága mindössze 13 méter, lombkoronája igen szétterülő, így a lombozat átmérője megközelíti a 30 métert is, így az alatta elterülő körülbelül 600 m²-en akár kétezer ember is elfér: ahogy a coripeiek mondják, a teljes falu befér a fa alá. Törzsmérete alapján korát 300–400 évesre becsülik, de vannak, akik szerint akár az 500 éves kort is elérheti.
2001-ben Andalúzia kormánya a fát úgynevezett természeti műemlékké nyilvánította. 2017-ben néhány ágát levágták: nem csak növényegészégügyi okokból, hanem azért is, mert voltak, akik néhány alacsonyabb ág segítségével fel szoktak mászni a fára, és ezzel károsíthatták, illetve néhány nagyobb kiszáradt ágat is eltávolítottak, nehogy letörve ráessenek a fa alatt tartózkodó turistákra.

## Képek

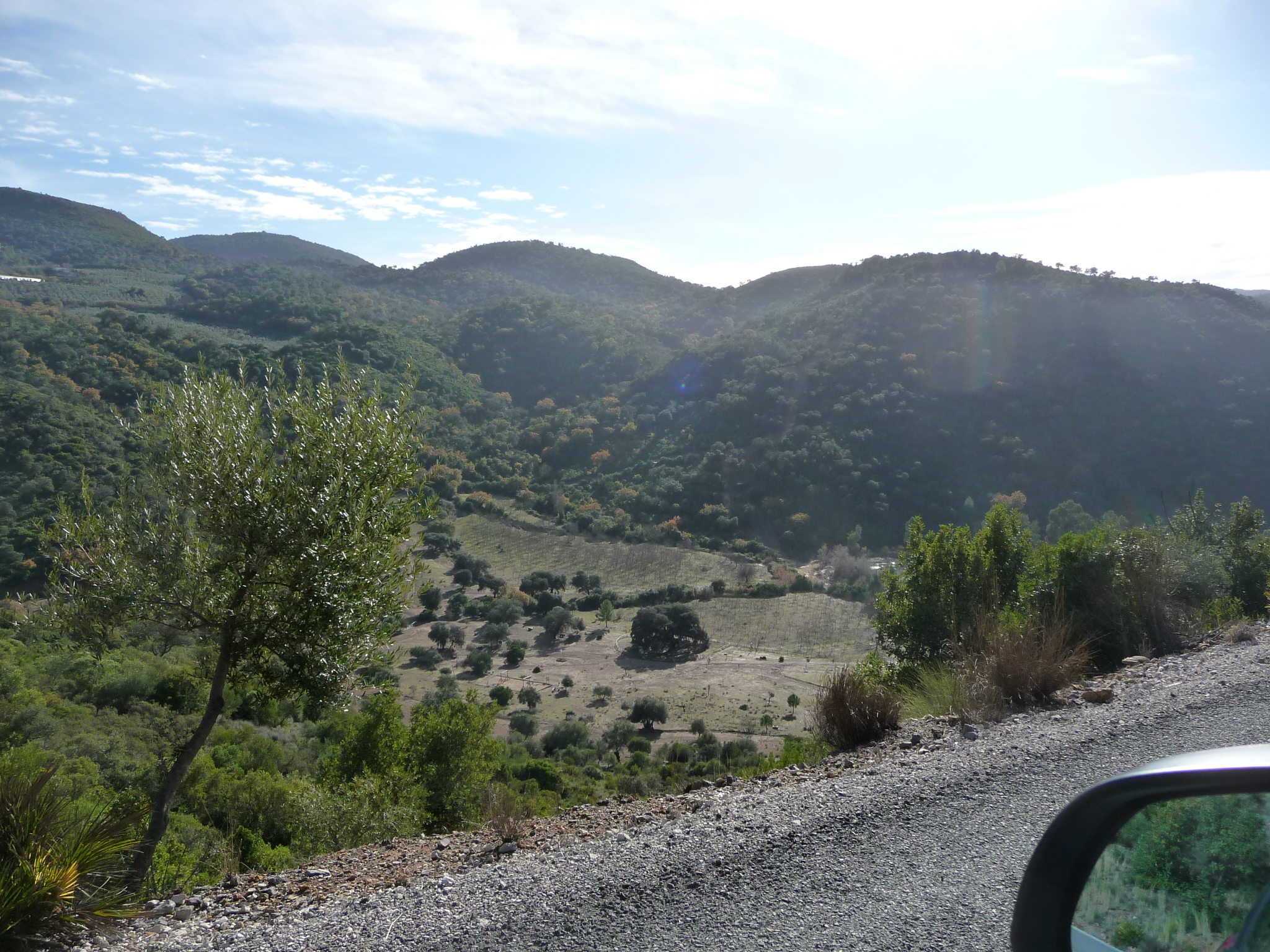
A fa és környezete, távolabbról
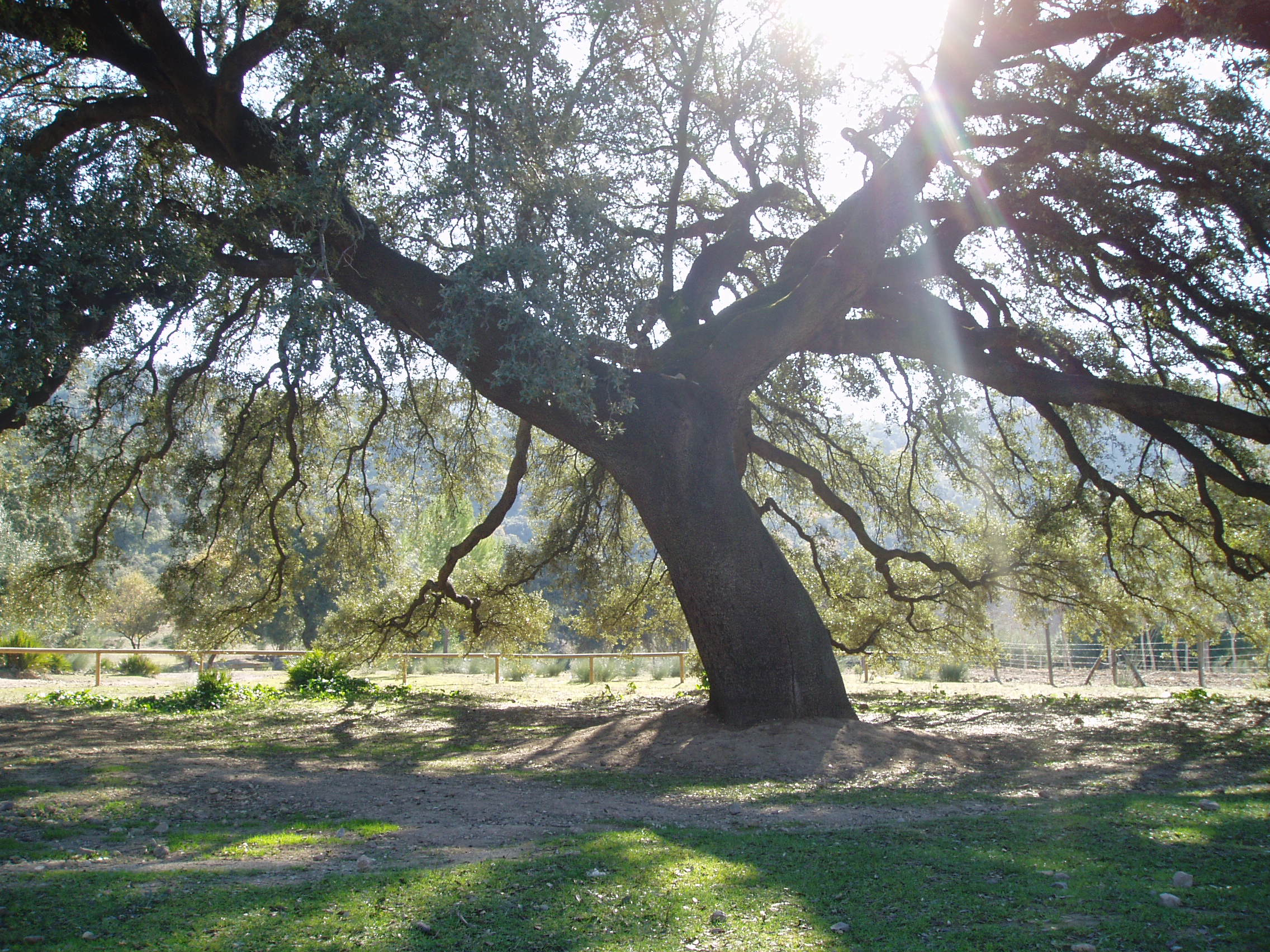
A fa
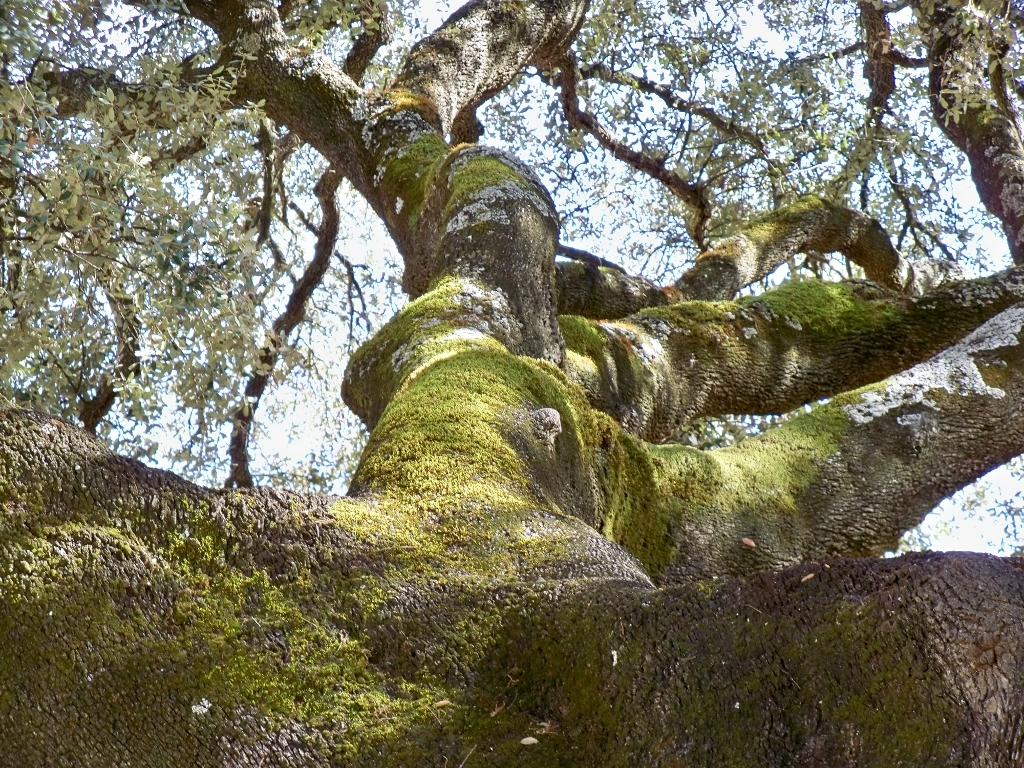
Törzsrészlet, közelről
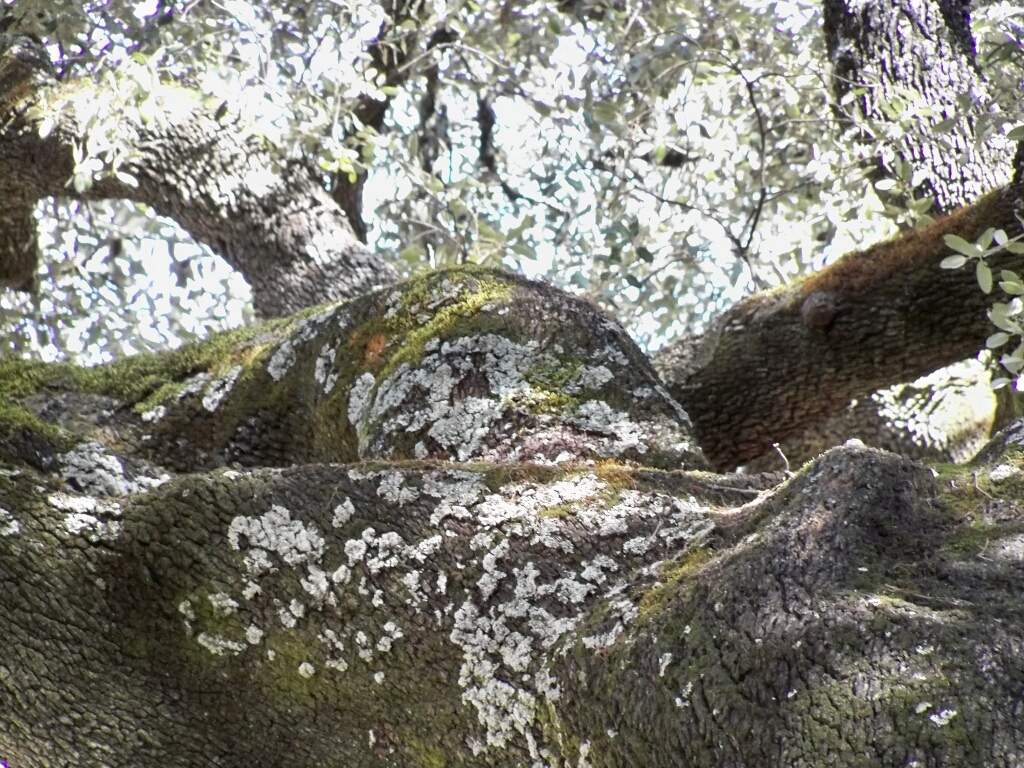
Törzsrészlet